# Tocancipá (ort)
Tocancipá är en ort i Colombia.   Den ligger i departementet Cundinamarca, i den centrala delen av landet, 40 km norr om huvudstaden Bogotá. Tocancipá ligger 2 567 meter över havet och antalet invånare är 6 027.
Terrängen runt Tocancipá är huvudsakligen kuperad, men västerut är den platt. Runt Tocancipá är det ganska tätbefolkat, med 58 invånare per kvadratkilometer. Närmaste större samhälle är Zipaquirá, 11,9 km nordväst om Tocancipá. Omgivningarna runt Tocancipá är en mosaik av jordbruksmark och naturlig växtlighet.